# Karnaukhovo (Tomsk)
Karnaukhovo (en rus: Карнаухово) és un poble de l'óblast de Tomsk, a Rússia, que forma part de la localitat rural d'Ixtan i el 2010 tenia 105 habitants. Fou fundat el 1626. El 1926, el poble de Karnaukhova constava de 152 llars, la població principal eren russos. El centre del consell del poble de Karnaukhov del districte de Krivosheinsky del districte de Tomsk a la regió de Sibèria.